# Gerrots
Gerrots – miejscowość i gmina we Francji, w regionie Normandia, w departamencie Calvados.
Według danych na rok 1990 gminę zamieszkiwały 44 osoby, a gęstość zaludnienia wynosiła 13 osób/km² (wśród 1815 gmin Dolnej Normandii Gerrots plasuje się na 841. miejscu pod względem liczby ludności, natomiast pod względem powierzchni na miejscu 1018.).